# Thecla sicrana
Thecla sicrana är en fjärilsart som beskrevs av Jones 1912. Thecla sicrana ingår i släktet Thecla och familjen juvelvingar. Inga underarter finns listade i Catalogue of Life.